# 주태국 대한민국 대사관
주 태국 대한민국 대사관(駐 泰國 大韓民國 大使館, 태국어: สถานเอกอัครราชทูตสาธารณรัฐเกาหลีประจำประเทศไทย)은 1960년 태국 방콕에 개설된 대한민국 외교부 소속의 대사관이다.

## 연혁
- 1958년 10월 11일: 한·태국 양국 간의 공관 설치 공동 성명 발표.[1]
- 1960년 8월 30일: 대사관 승격.[2]
- 1987년: 김중업 설계
- 1990년: 현 청사로 이전.[3][4]

## 역대 공관장

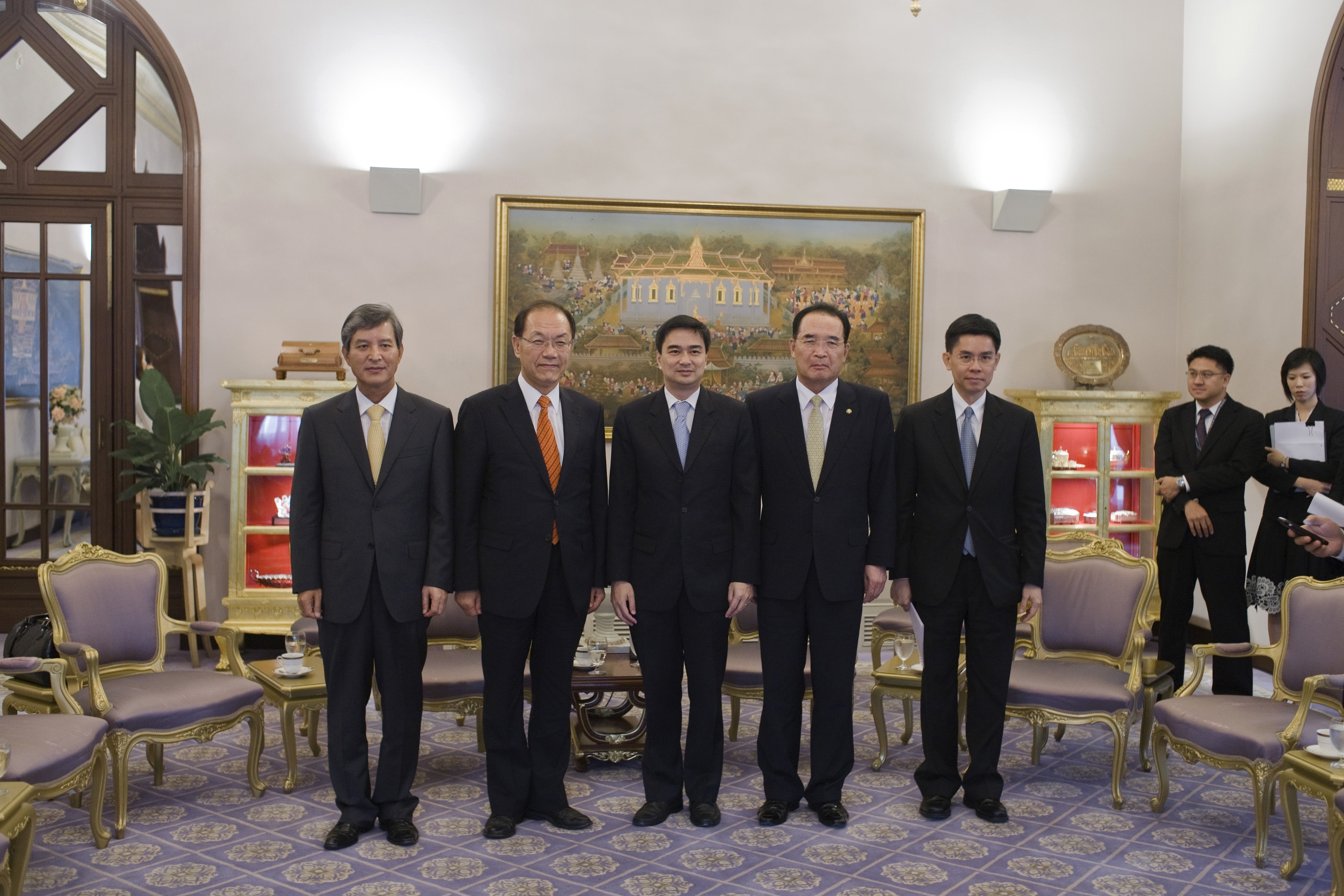
아피싯 웨차치와 태국 총리가 정해문 주 태국 대한민국 대사를 접견하였다 (2010년).

주 태국 대한민국 대사관의 역대 공관장은 아래와 같다.
공사
| 대수 | 이 름          | 임기 시작       | 비고                       |
| ---- | -------------- | --------------- | -------------------------- |
| 1    | 최덕신(崔德新) | 1959년 1월 20일 | 주 베트남 공화국 대사 겸임 |

대사
| 대수     | 이 름          | 임기 시작        | 비고  |
| -------- | -------------- | ---------------- | ----- |
| 1        | 유재흥(劉載興) | 1960년 8월 30일  |       |
| 2        | 이동원(李東元) | 1963년 12월 26일 |       |
| 3        | 장성환(張盛煥) | 1964년 10월 21일 |       |
| 4        | 한표욱(韓豹頊) | 1968년 3월 18일  |       |
| 5        | 임윤영(林胤英) | 1971년 3월 10일  |       |
| 6        | 천병규(千炳圭) | 1974년 4월 27일  |       |
| 7        | 박 근(朴 槿)   | 1976년 8월 2일   |       |
| 8        | 김인권(金寅權) | 1979년 9월 20일  |       |
| 9        | 권태웅(權泰雄) | 1981년 2월 9일   |       |
| 10       | 김좌수(金左洙) | 1985년 1월 8일   |       |
| 11       | 정주년(鄭炷年) | 1989년 2월 28일  |       |
| 12       | 한택채(韓鐸埰) | 1992년 9월 1일   |       |
| 13       | 정태동(鄭泰東) | 1994년 3월 14일  |       |
| 14       | 김내성(金乃誠) | 1997년 3월 16일  |       |
| 15       | 김국진(金國振) | 1999년 3월 12일  |       |
| 16       | 최 혁(崔 革)   | 2002년 3월 5일   |       |
| 17       | 윤지준(尹志峻) | 2004년 1월 17일  |       |
| 18       | 한태규(韓泰奎) | 2006년 3월 30일  |       |
| 19       | 정해문(鄭海文) | 2008년 10월 8일  |       |
| 20       | 임재홍(林栽弘) | 2011년 9월 30일  |       |
| 21       | 전재만(全在萬) | 2012년 10월 8일  |       |
| 22       | 노광일(魯光鎰) | 2015년 11월 5일  |       |
| 23       | 이욱헌(李郁憲) | 2018년 11월 22일 | [ 5 ] |
| 24       | 문승현         | 2021년 12월 26일 |       |
| 직무대리 | 전조영         | 2023년 7월       |       |
| 25       | 박용민         | 2023년 11월      |       |

## 같이 보기
- 대한민국의 재외공관 목록
- 태국 주재 외국공관 목록
- 대한민국-태국 관계
  - 주한 태국 대사관